# Ferrovia Spoleto-Norcia
(Giovanni Koenig, Direttore dell'Istituto di Storia dell'Arte di Firenze tra il 1960 e il 1990)
La ferrovia Spoleto-Norcia è stata una ferrovia a scartamento ridotto a trazione elettrica nell'appennino umbro, dismessa nel 1968.

## Storia

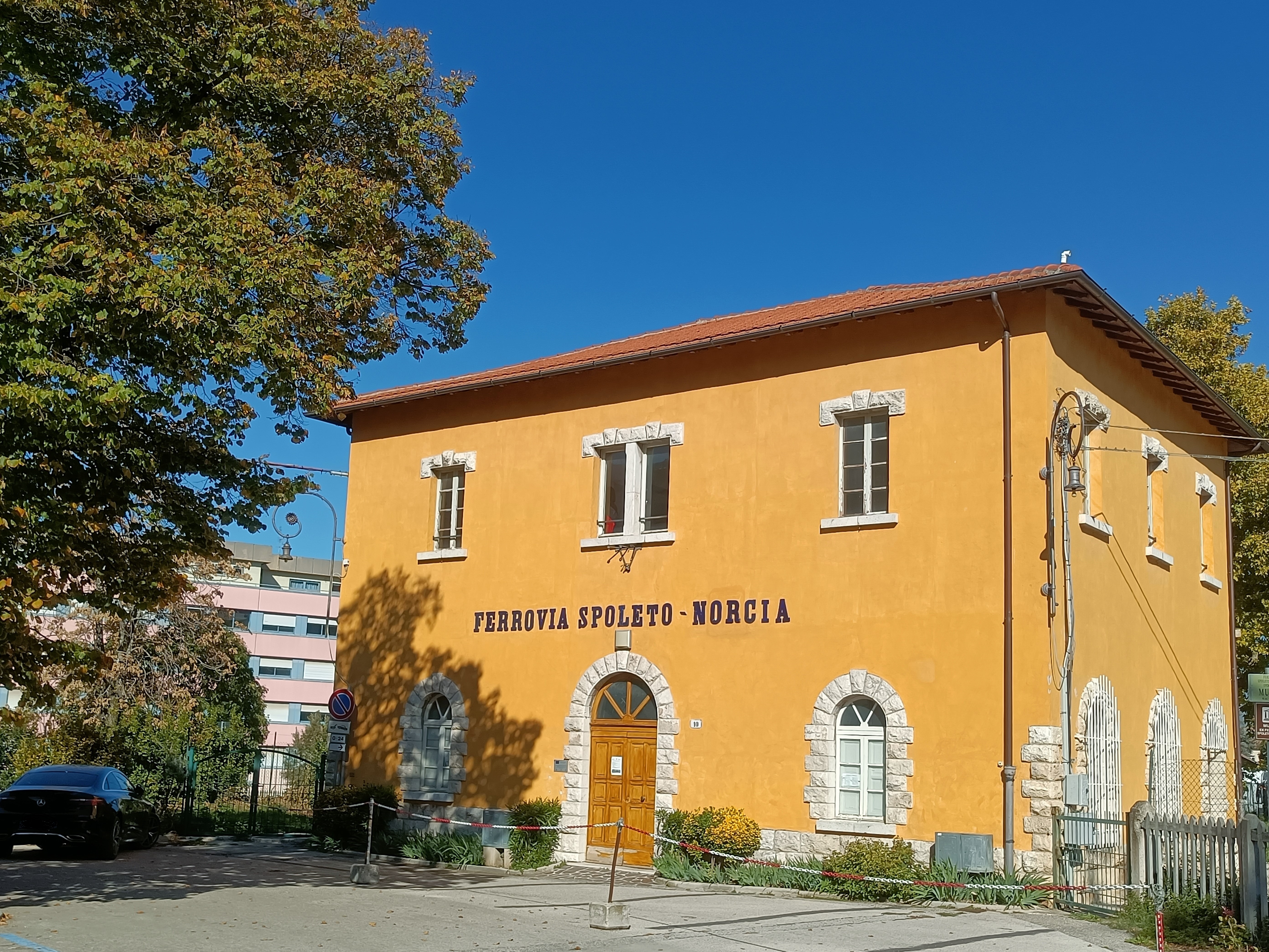
Facciata della stazione di Spoleto Città

Il primo progetto di costruzione di una ferrovia economica che collegasse Spoleto con Norcia risale al 1909. Un secondo progetto del 1911 prevedeva la costruzione di una linea da esercire con trazione a vapore ma il 31 agosto 1912 i comuni interessati firmarono una convenzione con la Società Subalpina Imprese Ferroviarie (SSIF) che già operava al confine svizzero gestendo la ferrovia Vigezzina; il progetto subì delle varianti nella scelta del tracciato adottando soluzioni costruttive di tipo elvetico che diminuivano la lunghezza del percorso ma ne aumentavano la pendenza massima e prevedevano la costruzione della linea a trazione elettrica a corrente continua con tensione di 800 volt anziché a vapore.
Il progetto preliminare elaborato nel 1909 dall'ingegner Carlo Carosso (Spoleto-Norcia-Piediripa) presupponeva anche un'eventuale estensione della tratta fino a Grisciano per allacciarsi alla linea allora in progetto Ascoli Piceno-Antrodoco (Ferrovia Salaria), ma l'idea venne abbandonata. Analogamente, all'altezza della stazione di Serravalle, era stata prevista una deviazione della linea fino a Cascia, anche questa non realizzata.
Il progetto definitivo fu redatto dall'ingegnere svizzero Erwin Thomann, progettista della Ferrovia del Lötschberg.
I lavori di costruzione iniziarono nel 1913 e furono rallentati dagli effetti della prima guerra mondiale: l'inaugurazione della ferrovia avvenne solo il 1º novembre del 1926 mentre il servizio commerciale cominciò il 6 novembre dello stesso anno. La tensione di linea era stata innalzata a 2400 volt; il servizio veniva svolto da cinque elettromotrici, mentre la durata del viaggio da Spoleto a Norcia era di circa 2 ore.

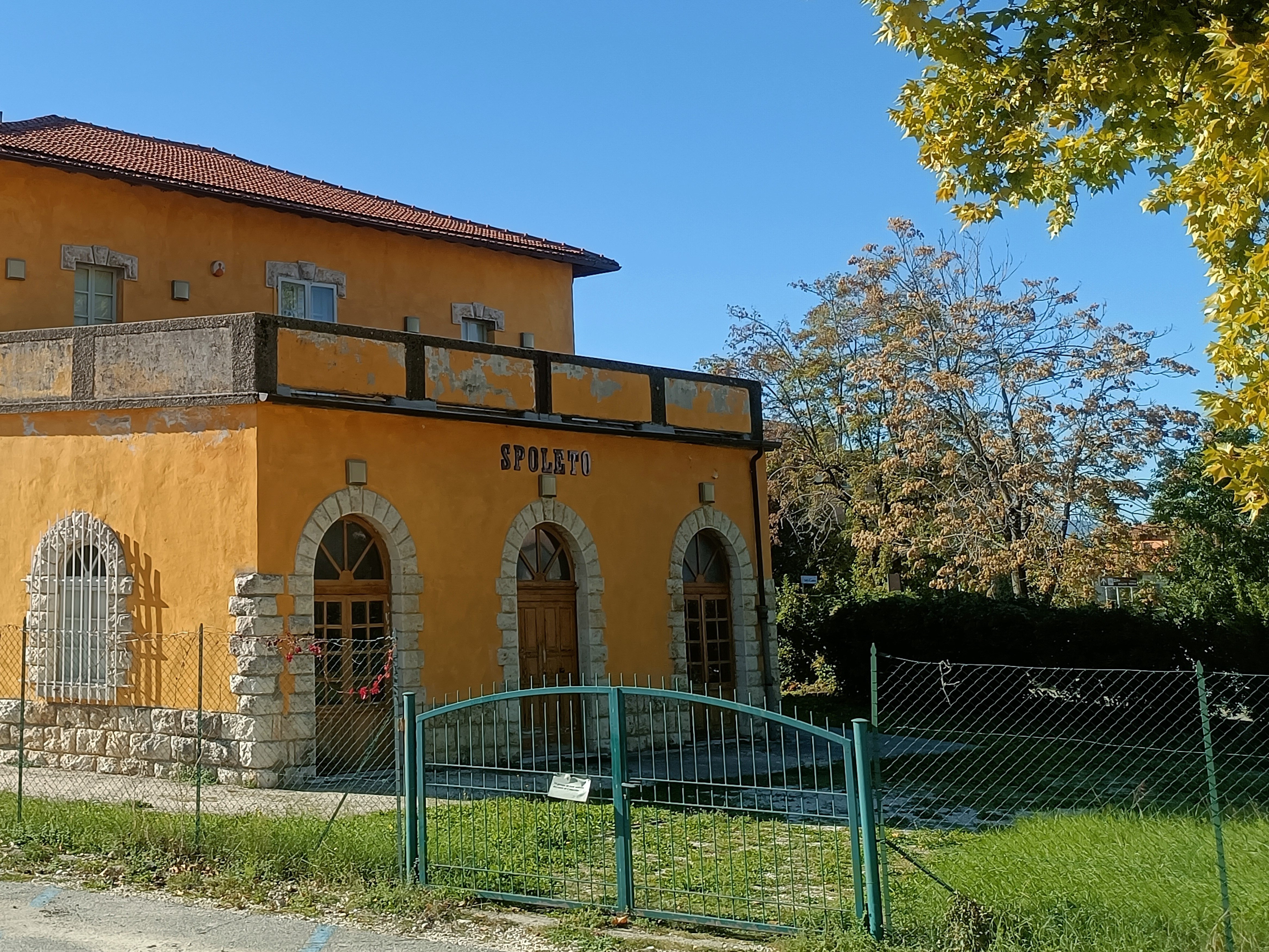
Retro della stazione di Spoleto Città

L'esercizio ferroviario fu sospeso a causa della seconda guerra mondiale che infierì pesantemente sulla piccola ferrovia: nel 1942 sia i tedeschi che gli alleati provocarono danni a tre delle cinque elettromotrici, ad alcune rimorchiate e carri merci e misero fuori uso la sottostazione elettrica. Alla fine del 1945 si poté riprendere servizio utilizzando provvisoriamente l'alimentazione a 3000 volt delle Ferrovie dello Stato per sopperire alla distruzione della sottostazione di Piedipaterno. Nel 1952 vennero stanziati i fondi per l'ammodernamento su quattro elettromotrici e altri mezzi, sostituzione delle pensiline dei binari, stazioni, caselli e la ricostruzione della sottostazione elettrica a Piedipaterno. Il servizio andava comunque riducendosi. Nel 1962 il Ministero istituì un servizio di autotrasporti in concomitanza con l'ammodernamento del tratto stradale segnando la fine della ferrovia.
Nel 1965 la Società Spoletina di Imprese Trasporti subentrò al vecchio gestore. Tre anni dopo, il 9 luglio 1968, il Ministro dei Trasporti Oscar Luigi Scalfaro firmò il decreto di chiusura. Il 31 luglio dello stesso anno avvenne l'ultima corsa in treno e dal giorno successivo iniziò definitivamente il servizio sostitutivo con autolinee per Norcia e per Cascia.
Furono proposti studi circa la possibilità di trasformare il sedime in un percorso dedicato al cicloturismo come avvenuto in casi simili. A fine 2010 venne elaborato un progetto di recupero di tutti i fabbricati di servizio, come i magazzini e le stazioni dislocati lungo il tracciato ferroviario, prevedendone il recupero quali ostelli, bar e case vacanze. Altre proposte vertevano su un ripristino della ferrovia almeno del tratto tra Spoleto e Sant'Anatolia.
Nel 2006 il comune di Spoleto iniziò l'opera di "messa in sicurezza" del dismesso tracciato ferroviario da Spoleto a Piedipaterno con trasformazione in percorso ciclopedonale i cui primi 34 chilometri vennero inaugurati nel 2014.

## Caratteristiche
Per le sue caratteristiche plano-altimetriche la ferrovia Spoleto-Norcia può definirsi una ferrovia alpina e rappresenta un piccolo gioiello di ingegneria ferroviaria: infatti lungo il percorso relativamente breve di 51 chilometri vennero costruite ben 19 gallerie, con quella di valico nei pressi di Caprareccia di quasi 2 chilometri, e 24 ponti e viadotti ingegneristicamente avveniristici e di grande pregio architettonico, con vari tratti di linea elicoidali, simili a quelli che si trovano spesso nelle ferrovie svizzere, e pendenze fino al 45 per mille nel tratto tra Spoleto e la valle del fiume Nera; per queste ragioni era chiamata anche il Gottardo dell'Umbria. Per ragioni di economia venne armata con rotaie tipo Vignole da 18 kg per metro lineare.
Lo scartamento ridotto di 950 mm fu adottato principalmente per contenere il raggio di curvatura in molti tratti del percorso: in tal modo le spese di realizzazione furono mantenute più basse di quelle che si sarebbero dovute sostenere nel caso dello scartamento ordinario, a prezzo però di una notevole tortuosità del tracciato.

## Materiale rotabile

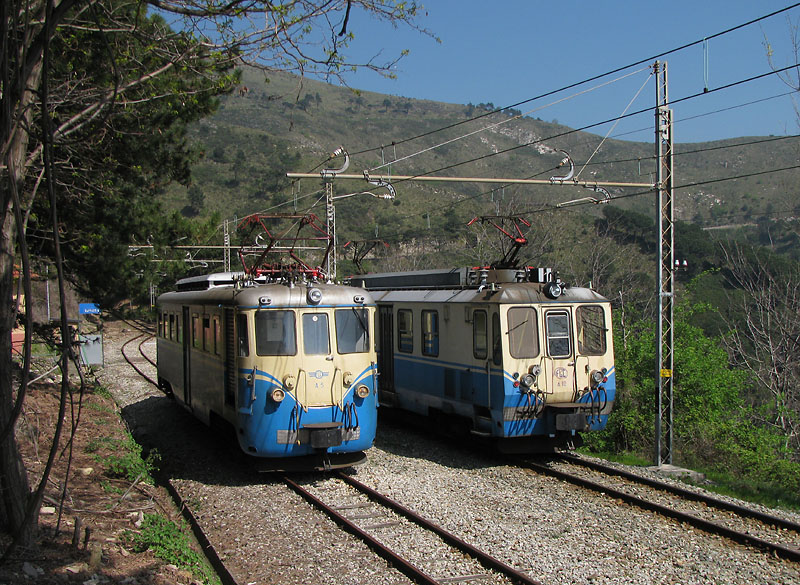
A5 a sinistra dopo il restyling del 2010 sulla Genova-Casella

- elettromotrici n. 5; immatricolate da A1 ad A5, massa 35 t a pieno carico, potenza continuativa all'origine 4x70 kW; dopo la ricostruzione (A1-A4) 4x103 kW; per tutte velocità 60 km/h, rodiggio Bo'Bo'
- rimorchiate n. 8; immatricolate da 50 a 57
- carri: n. 10 chiusi, n. 15 aperti con sponde, alcuni pianali e carri di servizio

Tutto il materiale rotabile era costruito da Carminati & Toselli con parte elettrica del Tecnomasio Italiano-Brown Boveri (TIBB).
Tra il 1953 ed il 1957 le elettromotrici da A1 ad A4 ricevettero una nuova cassa, nuovo equipaggiamento di trazione, predisposizione per comando multiplo e frenatura elettrica. La ricostruzione venne affidata al consorzio Casaralta/TIBB.
Dopo la chiusura della linea, le elettromotrici ricostruite da Casaralta/TIBB furono acquisite, nel 1970, dalla Ferrovia Genova-Casella  e ripresero servizio come A4-A7 dopo l'adeguamento dello scartamento da 950 a 1000 mm e alcune modifiche ad installazioni fisse lungo la linea, richieste dalla notevole larghezza dei mezzi (2,65 m). L'elettromotrice A5, l'unica non ristrutturata, fu demolita a Spoleto nel 1972.
Delle unità solo la A5 svolge servizio regolare dopo essere stata rimessa in condizioni di viaggiare a febbraio 2010 con l'installazione di dispositivi totalmente elettronici di misura della velocità e l'apparecchio "uomo morto", tra i più sofisticati esistenti in commercio, e l'applicazione di una pellicola anti-graffiti crema/blu e nuovi loghi AMT. Le unità A4 e A7 sono state demolite (rispettivamente nel 2014 e nel 2016), mentre l'A6 giace accantonata a Casella Deposito in attesa di restauro.

## Percorso
| Unknown route-map component "CONTgq" | Station on transverse track | Unknown route-map component "CONTfq" |

| Unknown route-map component "exKHSTa" |

| Unknown route-map component "exBHF" |

| Unknown route-map component "exSKRZ-Bu" |

| Unknown route-map component "exHST" |

| Unknown route-map component "exTUNNEL2" |

| Unknown route-map component "exBRK3" |

| Unknown route-map component "exTUNNEL2" |

| Unknown route-map component "exhSTRae" |

| Unknown route-map component "exHST" |

|  | Unknown route-map component "exSTR+lo-STRl" | Unknown route-map component "exvWSLeq" |

| Unknown route-map component "exhSTRae" |

| Unknown route-map component "exBHF" |

| Unknown route-map component "exHST" |

| Unknown route-map component "extSTRa" |

| Unknown route-map component "extSTR" |

| Unknown route-map component "extSTRe" |

| Unknown route-map component "exhSTRae" |

| Unknown route-map component "exTUNNEL2" |

| Unknown route-map component "exhSTRae" |

| Unknown route-map component "exHST" |

| Unknown route-map component "exhSTRae" |

| Unknown route-map component "exTUNNEL1" |

| Unknown route-map component "exTUNNEL1" |

| Unknown route-map component "exHST" |

| Unknown route-map component "exTUNNEL1" |

| Unknown route-map component "exHST" |

| Unknown route-map component "exTUNNEL1" |

| Unknown route-map component "exhSTRae" |

| Unknown route-map component "exTUNNEL1" |

| Unknown route-map component "exHST" |

| Unknown route-map component "exhSTRae" |

| Unknown route-map component "exSKRZ-Bo" |

| Unknown route-map component "exBHF" |

| Unknown route-map component "exhKRZWae" |

| Unknown route-map component "exHST" |

| Unknown route-map component "exBHF" |

| Unknown route-map component "exHST" |

| Unknown route-map component "exTUNNEL2" |

| Unknown route-map component "exHST" |

| Unknown route-map component "exTUNNEL2" |

| Unknown route-map component "exTUNNEL2" |

| Unknown route-map component "exBHF" |

| Unknown route-map component "exTUNNEL2" |

| Unknown route-map component "exTUNNEL1" |

| Unknown route-map component "exBHF" |

| Unknown route-map component "exTUNNEL1" |

| Unknown route-map component "exTUNNEL1" |

| Unknown route-map component "exhKRZWae" |

| Unknown route-map component "exHST" |

| Unknown route-map component "exTUNNEL1" |

| Unknown route-map component "exhKRZWae" |

| Unknown route-map component "exhKRZWae" |

| Unknown route-map component "exhKRZWae" |

| Unknown route-map component "exhKRZWae" |

| Unknown route-map component "exhKRZWae" |

| Unknown route-map component "exhKRZWae" |

| Unknown route-map component "exHST" |

| Unknown route-map component "exTUNNEL1" |

| Unknown route-map component "exBHF" |

| Unknown route-map component "exTUNNEL1" |

| Unknown route-map component "exHST" |

| Unknown route-map component "exKBHFe" |

La linea, il cui binario terminale si affiancava ai binari a scartamento ordinario entrando nello scalo merci della stazione di Spoleto delle Ferrovie dello Stato, aveva la sua stazione di origine a Spoleto FS, priva di fabbricato viaggiatori proprio e costituita da due binari di sosta e relativo marciapiede sul piazzale esterno della stazione FS. Una bretella di collegamento, costituita da un binario in sede propria affiancato alla sede stradale, percorreva il viale Trento e Trieste, giungendo, dopo circa 600 metri, alla stazione di Spoleto Città: questa era costituita da un fabbricato posto in mezzo tra il binario "passante" e il fascio ricovero, di testa, che comprendeva il deposito locomotive, l'officina sociale e un piccolo scalo merci. Qui il binario proveniente da Norcia infatti si sdoppiava terminando in stazione Spoleto Città per il ricovero rotabili mentre l'altro proseguiva verso la stazione FS ed il piazzale merci relativo.
Lasciata Spoleto, il treno affrontava presto una rampa in salita del 45 per mille, raggiungendo il viadotto del Cortaccione e con un percorso elicoidale il viadotto della Caprareccia, quindi la stazione ed il valico omonimi. Il valico veniva attraversato con la galleria della Caprareccia, lunga 1936 m, all'uscita della quale, in discesa del 45 per mille, si affrontava il successivo percorso, con tornanti e due elicoidali, fino al fondovalle del fiume Nera, ove si incontrava la stazione di Sant'Anatolia di Narco (successivamente denominata Sant'Anatolia di Narco e Scheggino). Da qui in poi il percorso diveniva meno difficile, con pendenza massima del 20 per mille, raggiungendo Castel San Felice e Piedipaterno, ove si trovava la sottostazione elettrica, poi Borgo Cerreto e la stazione di Triponzo-Visso, essendo quest'ultima cittadina a poco più di 10 chilometri dalla stazione, nella confinante provincia di Macerata. Lasciando la vallata del Nera la linea passava in quella dell'affluente Corno raggiungendo Serravalle, da cui, nelle intenzioni progettuali, sarebbe dovuta partire la diramazione per Cascia. Infine la ferrovia entrava nella valle del fiume Sordo, terminando la sua corsa nella stazione di Norcia.

## Il riuso del percorso
Dopo la chiusura e lo smantellamento il piano originario prevedeva la vendita di tutto il tracciato, comprensivo di fabbricati e aree, ma la SSIT (Società Spoletina di Imprese Trasporti) dal 1968, anziché facilitare le procedure di vendita, ha cercato di mantenere integro il percorso, anche mediante l'affitto a terzi di caselli e gallerie, limitando espropri e promuovendo progetti come "Il Gottardo dell'Umbria" del 1990, che prevedeva il ripristino ferroviario sino a Triponzo.
Altro essenziale traguardo, raggiunto nel 2005, è stata la concessione da parte del demanio, per 25 anni, dei beni e del tracciato; grazie a ciò si è potuto procedere alla sua messa in sicurezza e al riuso come percorso di mobilità dolce ecologica.
I principali interventi di recupero, resi possibili grazie a contributi pubblici, sono stati:
- il tratto compreso tra Spoleto e Borgo Cerreto;
- la stazione di Spoleto, diventata Museo della Ferrovia e Centro di Documentazione Ferroviaria;
- la stazione di Sant'Anatolia di Narco, porta d'accesso dell'alta Valnerina e punto d'informazione a supporto delle strutture ricettive dei caselli di Romita e Passo Stretto, basi per le attività sportive legate alla pesca, data la loro vicinanza al fiume Nera;
- la stazione di Serravalle, centro servizi per gli sport ambientali (rafting e trekking coi muli).

Nel 2001 l'area è stata dichiarata di notevole interesse storico-artistico dai Beni Culturali ai sensi del Titolo 1 del Codice dei Beni Culturali. Valorizzando il patrimonio ambientale e paesaggistico della zona, nel tempo il sentiero di circa 45 km in mezzo al verde, percorribile a piedi, in bicicletta o a cavallo, è diventato elemento di attrazione turistica per appassionati della montagna, del trekking e dell'esplorazione, curiosi di scoprire una zona impervia, ricca di gole, corsi d'acqua, gallerie e arditi viadotti.
Il Percorso di Mobilità Dolce Ex ferrovia Spoleto-Norcia, in attesa degli interventi della Regione post sisma 2016, è praticabile nei seguenti tratti e con i raccordi richiamati:
dal Km 1,300 (Spoleto Barbarossa) – al Km 7,800 (Stazione di Caprareccia); poi by pass su SS 395 per Forca di Cerro Valico, Bivio Strada Comunale Tassinare e raccordo alla ferrovia al km 11; 
dal Km 11 – al Km 17,700; poi by pass su Strada Comunale per Cimitero S. Anatolia, Bivio Palombara e raccordo al km 18,800 area Stazione S.Anatolia di Narco; 
dal Km 18,800- al Km 25,393; 
dal Km 29,800 (Gallerie Lastre 1 e 2) – al km 33,700 (ingresso Galleria Triponzo) tratto in gran parte ad uso promiscuo; 
dal Km 44, 500 (Ponte sul fiume Sordo) – al Km 44,900 (Cimitero Serravalle);
dal Km 47,400 al km 51,250 (Stazione di Norcia).

## Il recupero culturale
La SSIT in collaborazione con altri enti ha realizzato alcune attività volte a favorire una riscoperta culturale della ferrovia e della sua storia.

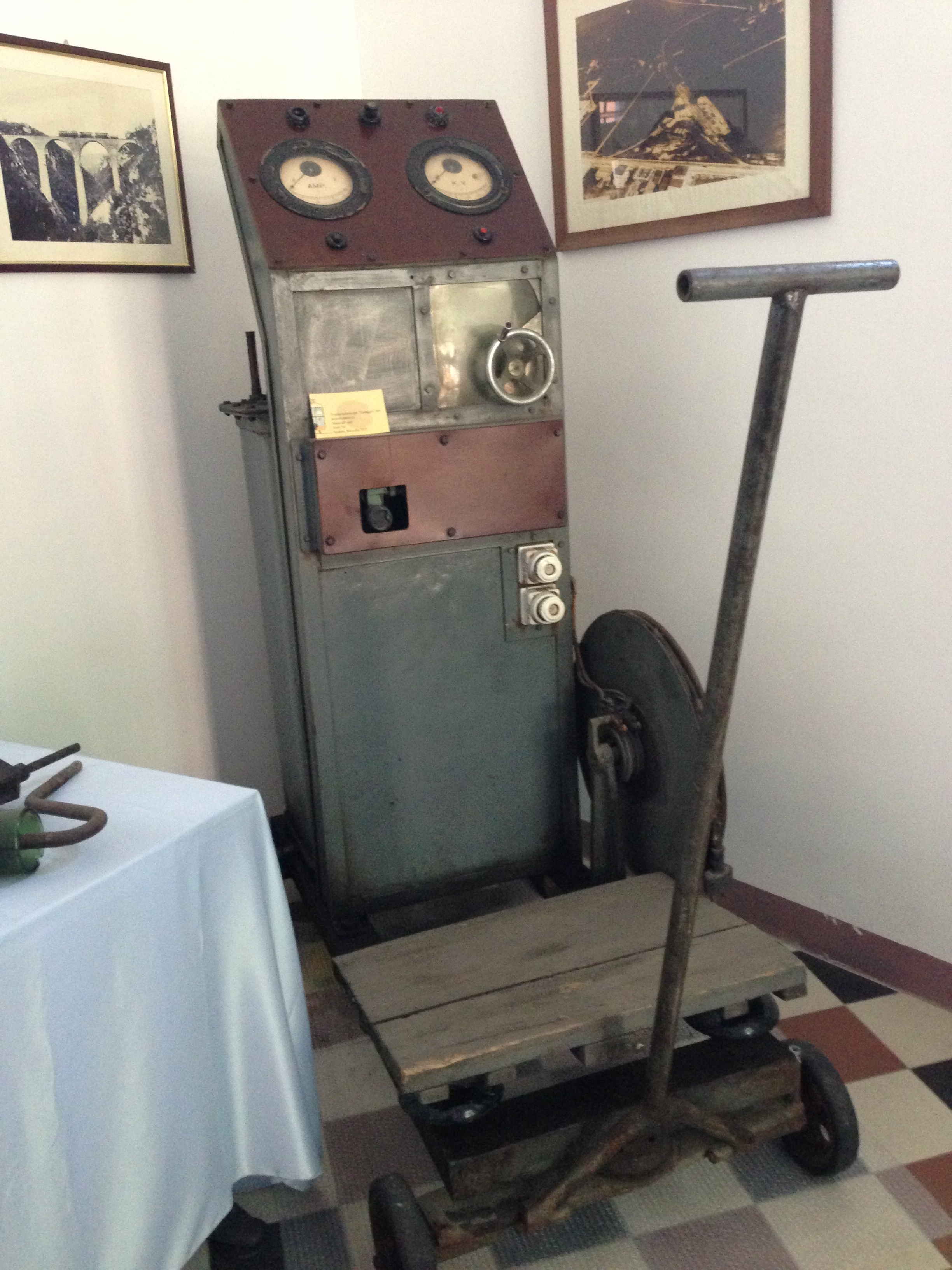
Trasformatore per "testaggio" dei motori elettrici. Anni '50

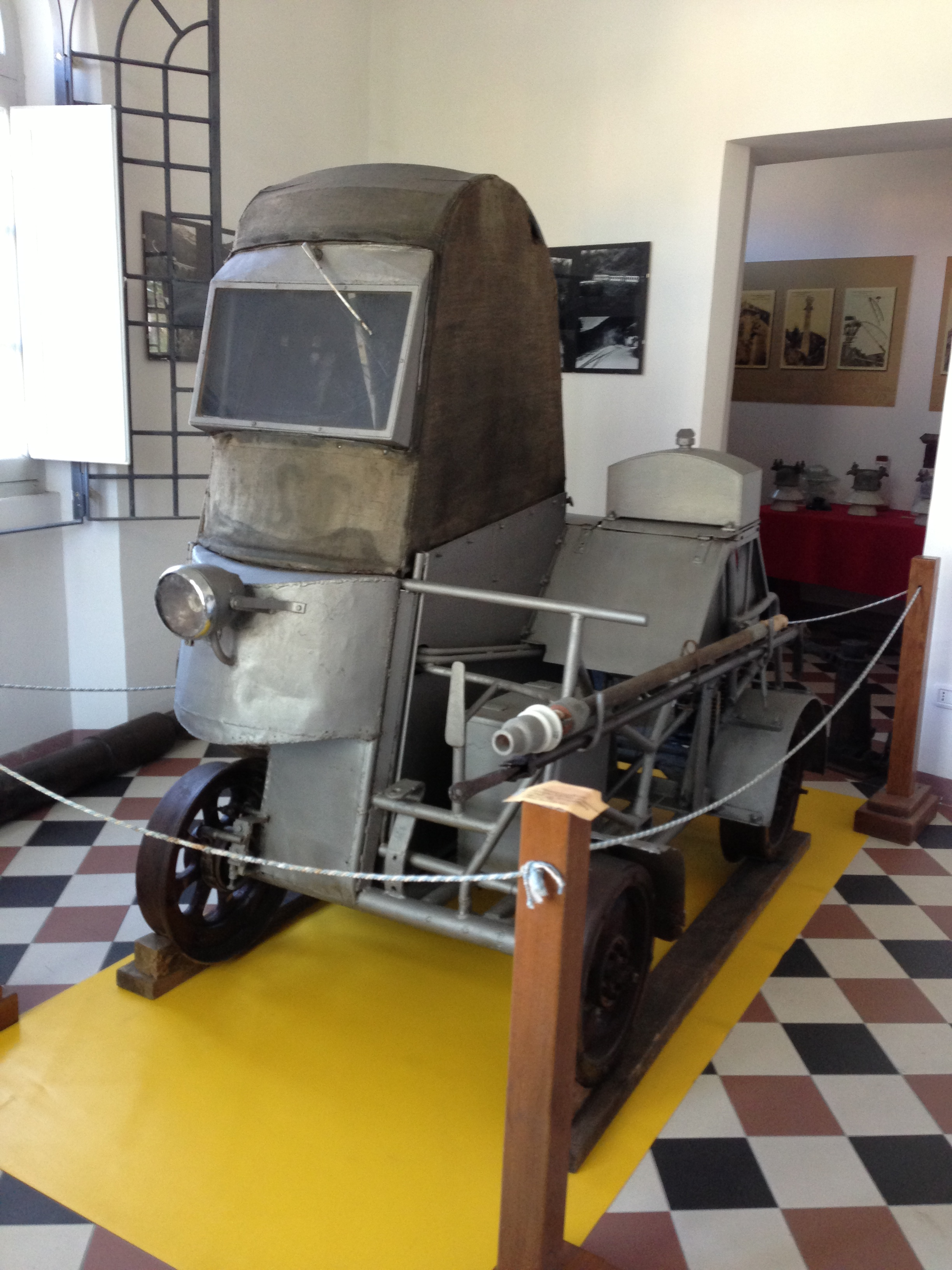
La Piattina: carrello per l'ispezione della ferrovia in uso fin dagli anni '20, modificato negli anni '50

Le più importanti, oltre ad alcuni convegni, sono:
- la Mostra Storico Documentaria "Strade di carta, di ferro, di terra" (2006 - 2007) realizzata nelle due sedi espositive di Spoleto e Norcia;
- il volume "Strade di carta, di ferro, di terra", oltre 400 pagine che attraverso documenti immagini e oggetti ripercorrono la vita della Spoleto-Norcia. Il volume nel 2007 a Verona ha vinto il premio Trasporti & cultura, 6ª edizione;
- il filmato, girato poco prima della chiusura, "C'era una volta un trenino azzurro...", narrazione storica della ferrovia;
- il progetto di riuso si è classificato al primo posto tra i progetti presentati alla 3ª edizione del European Greenways Award svoltosi a Madrid nel 2007.

## Note

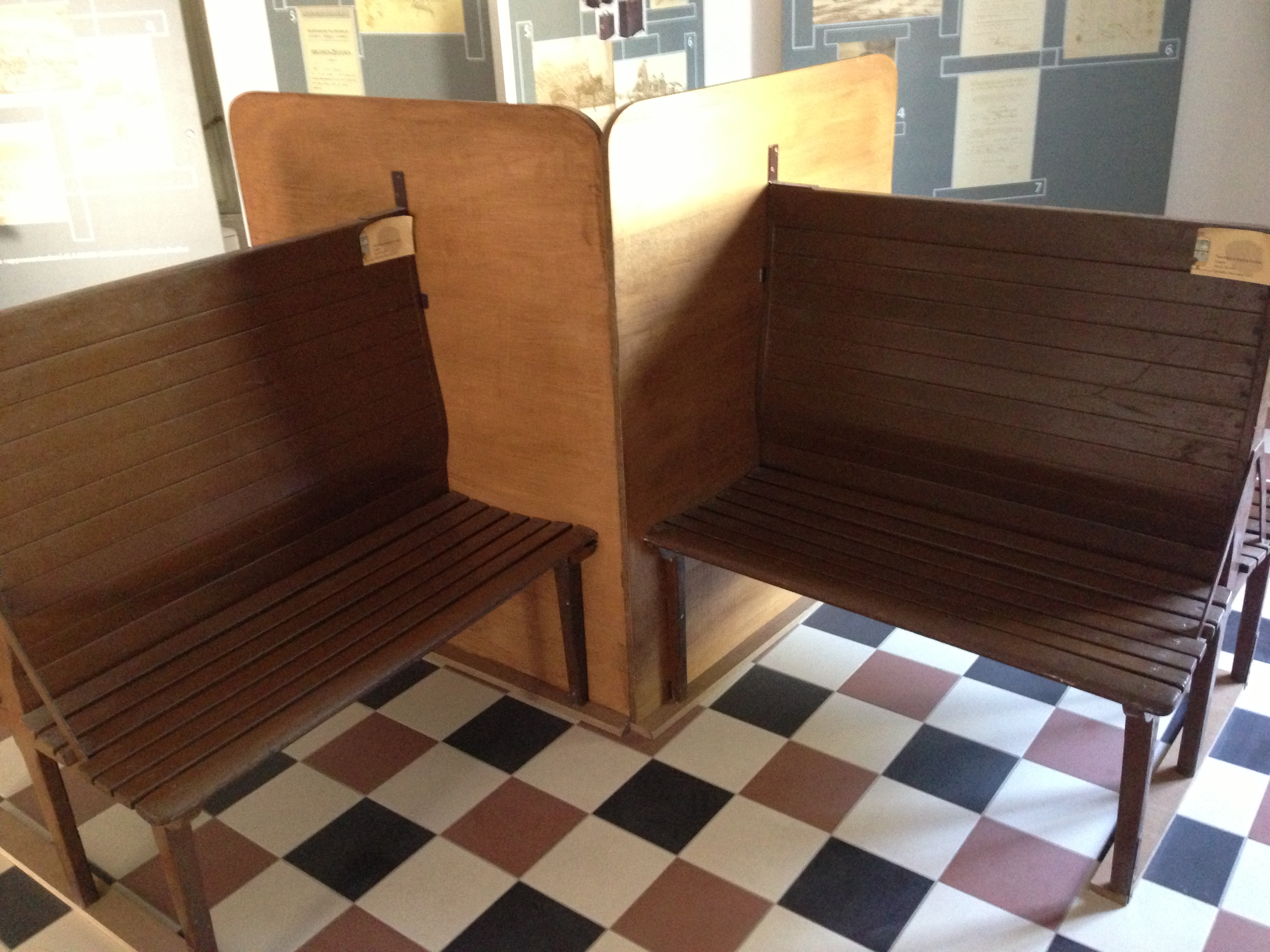
I sedili del treno originali, in legno

## Il museo
A Spoleto, nell'edificio che ospitava la stazione della vecchia ferrovia Spoleto-Norcia, c'è oggi il museo realizzato dalla SSIT, oggi Umbria TPL e Mobilità, e dalla Soprintendenza Archivistica dell'Umbria. 

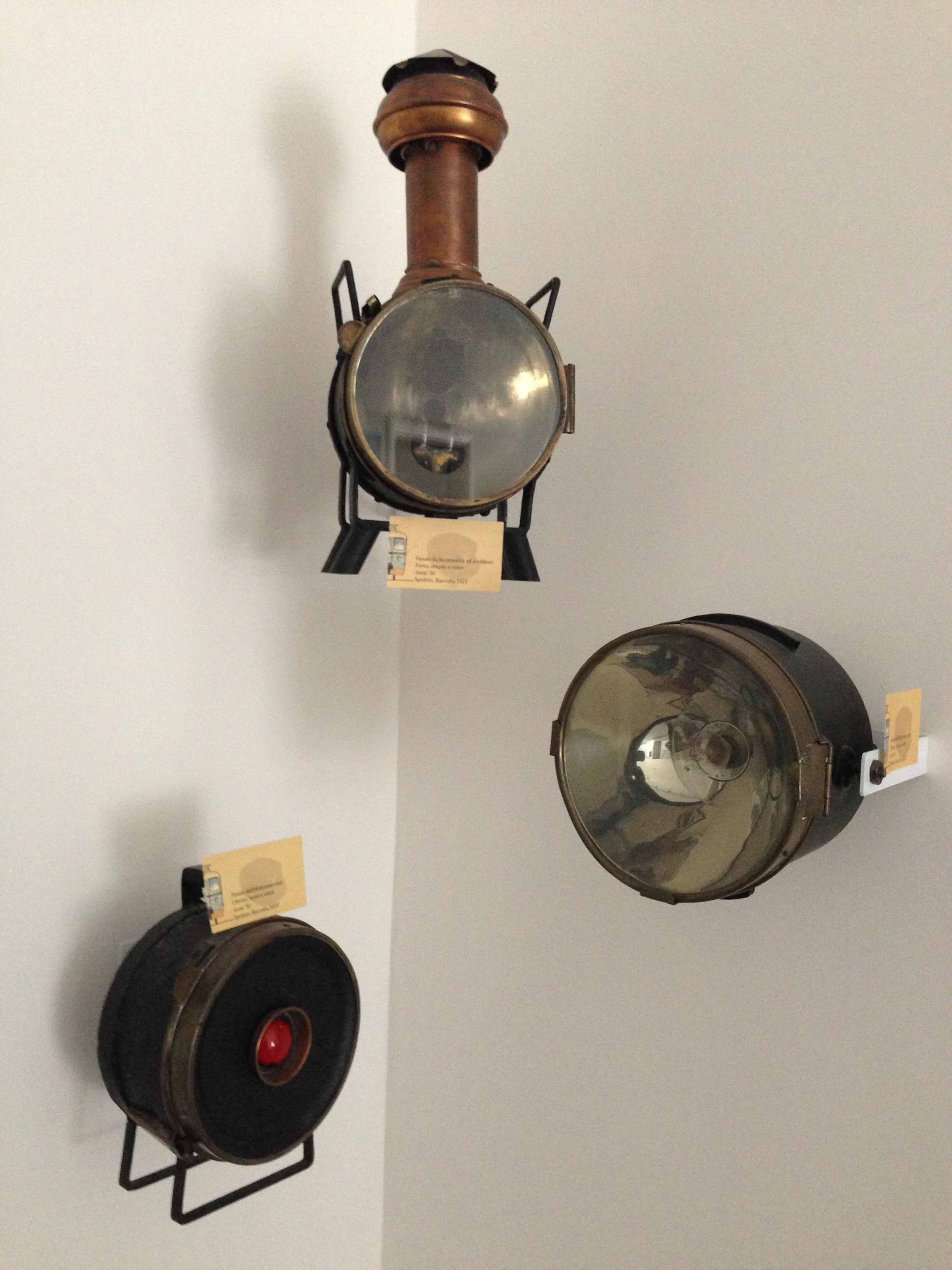
Fanali all'acetilene in uso fin dagli anni '30

Espone cimeli, documenti, parti di impianto, oggetti, fotografie della ferrovia dismessa.
Il materiale è di proprietà di Umbria TPL e Mobilità SpA e di collezionisti privati.
Il sito museale, gestito dalla Associazione Confederazione Mobilità Dolce Co.Mo.Do.,è costituito dalla ex Stazione, su due piani e propone un viaggio nostalgico dagli anni venti agli anni sessanta, tra sogni di progettisti, reperti autentici e vecchie fotografie di passeggeri e addetti ai lavori, nonché dal Plastico Ferroviario in scala 1:87 realizzato dal MOFER di Spoleto situato sull' ex Fabbricato Viaggiatori sempre sullo stesso piazzale ove sorge il Museo. 
- Al piano terra c'è una stanza dove viene proiettato un video sul trenino azzurro, cioè sul caratteristico convoglio colorato che portava i passeggeri lungo la tratta di 51 km. Si prosegue con l'esposizione di fotografie d'epoca e pezzi autentici, come i fanali delle locomotive e i telefoni delle stazioni. Si può ammirare la piattina, un particolare veicolo utilizzato lungo le rotaie per ispezione, per verificare che il percorso non avesse ostacoli prima di dare l'ok per la partenza del treno. È proprio quello originale utilizzato fin dagli anni venti, consumato dall'uso e dal tempo.
- Sulle scale che salgono si può vedere una mappa che raccoglie tutte le tappe della ferrovia.
- Al primo piano, una sala racconta i bozzetti e i sogni dei progettisti, e mostra come siano stati costruiti i viadotti che congiungono i monti.Interessante anche la collezione L. Fasciglione di biglietti ferroviari ed altro con importi in poche lire e centesimi.
- Nella sala dedicata a Paolo Basler, primo progettista e poi direttore della ferrovia, si trovano altri cimeli, come il telefono portatile Morse, il numeratore per biglietti e i biglietti stessi. Ci sono inoltre riproduzioni di documenti e fotografie che ritraggono Basler, e un baule rinvenuto nella sua abitazione, ubicata lungo la tratta ferroviaria. Al centro della sala ci sono le sedute in legno originali del treno.
- L'ultima sala è adibita ad incontri e le conferenze sulla mobilità dolce e sostenibile; vi è esposto anche il premio che il sentiero dell'ex ferrovia Spoleto-Norcia ha ricevuto agli European Greenways Award, come Promising Greenway Project. Sono acquistabili presso il Museo, oltre a varie pubblicazioni ferroviarie, il DVD "C'era una volta un trenino azzurro" ed il Volume "strade di carta di ferro e di terra" per chi vuole approfondire la materia Ferrovia Spoleto-Norcia e portarsi a casa un pezzetto di museo.

## Galleria d'immagini

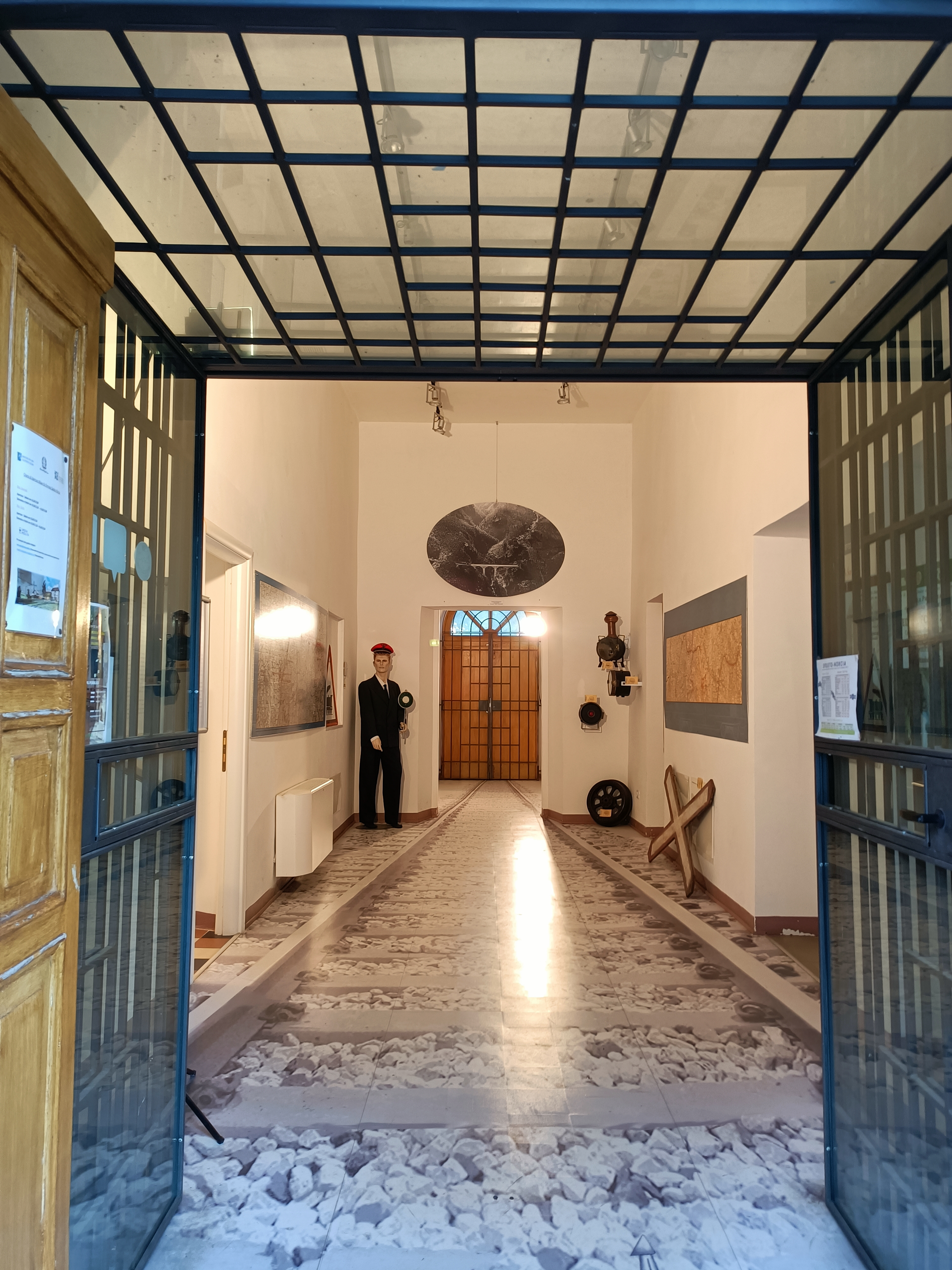
Entrata del museo
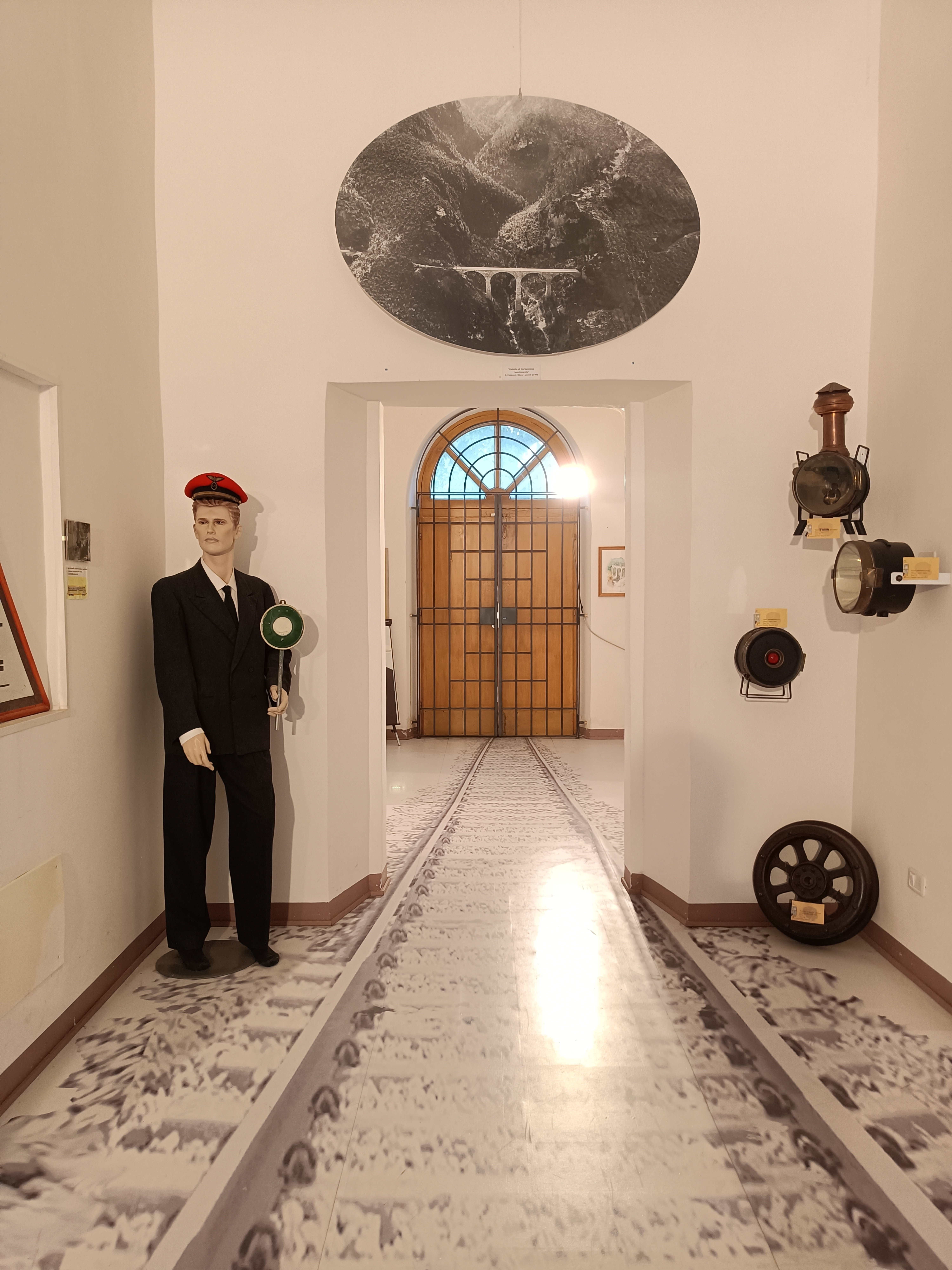
Dettagli dell'entrata del museo
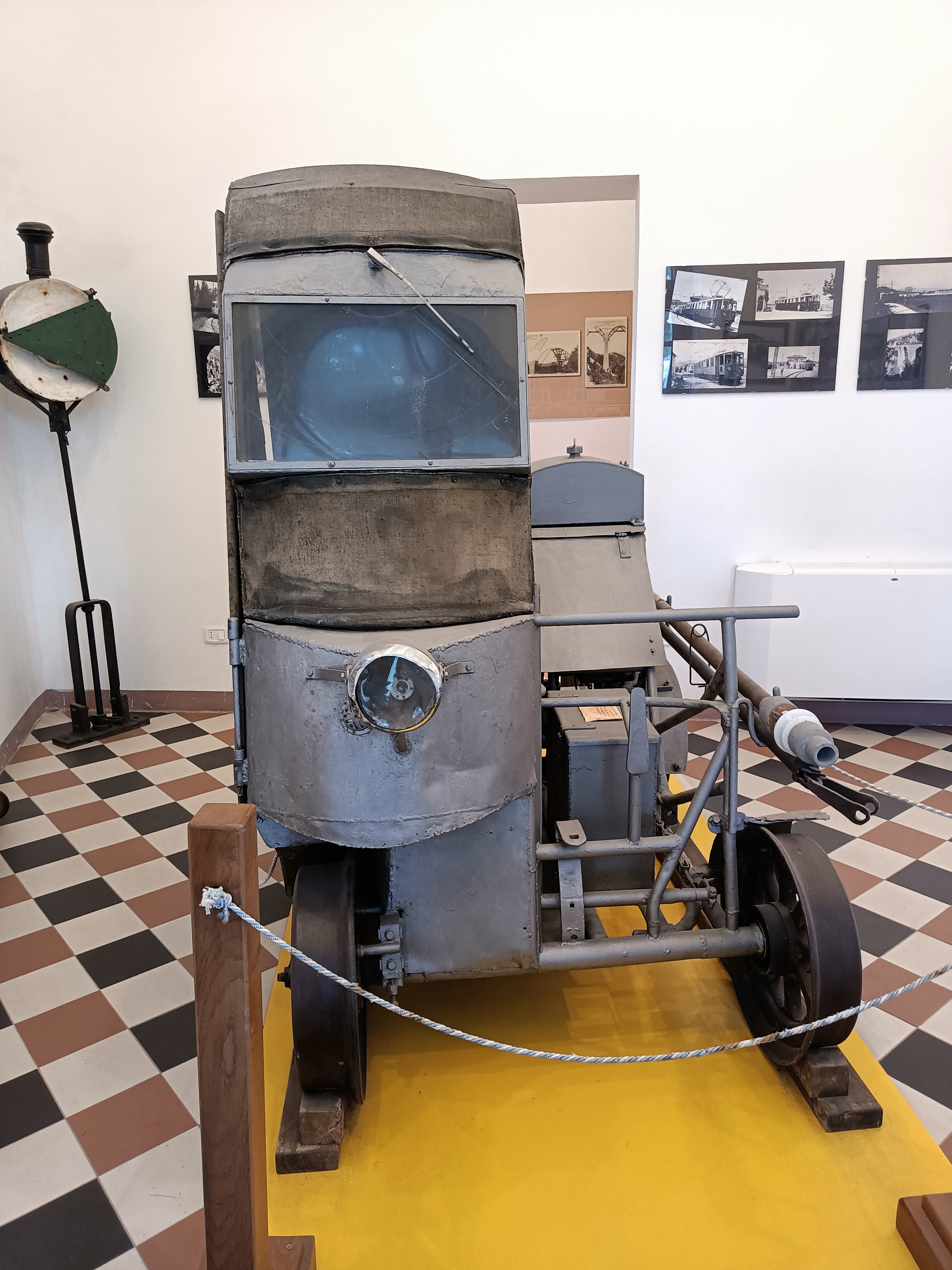
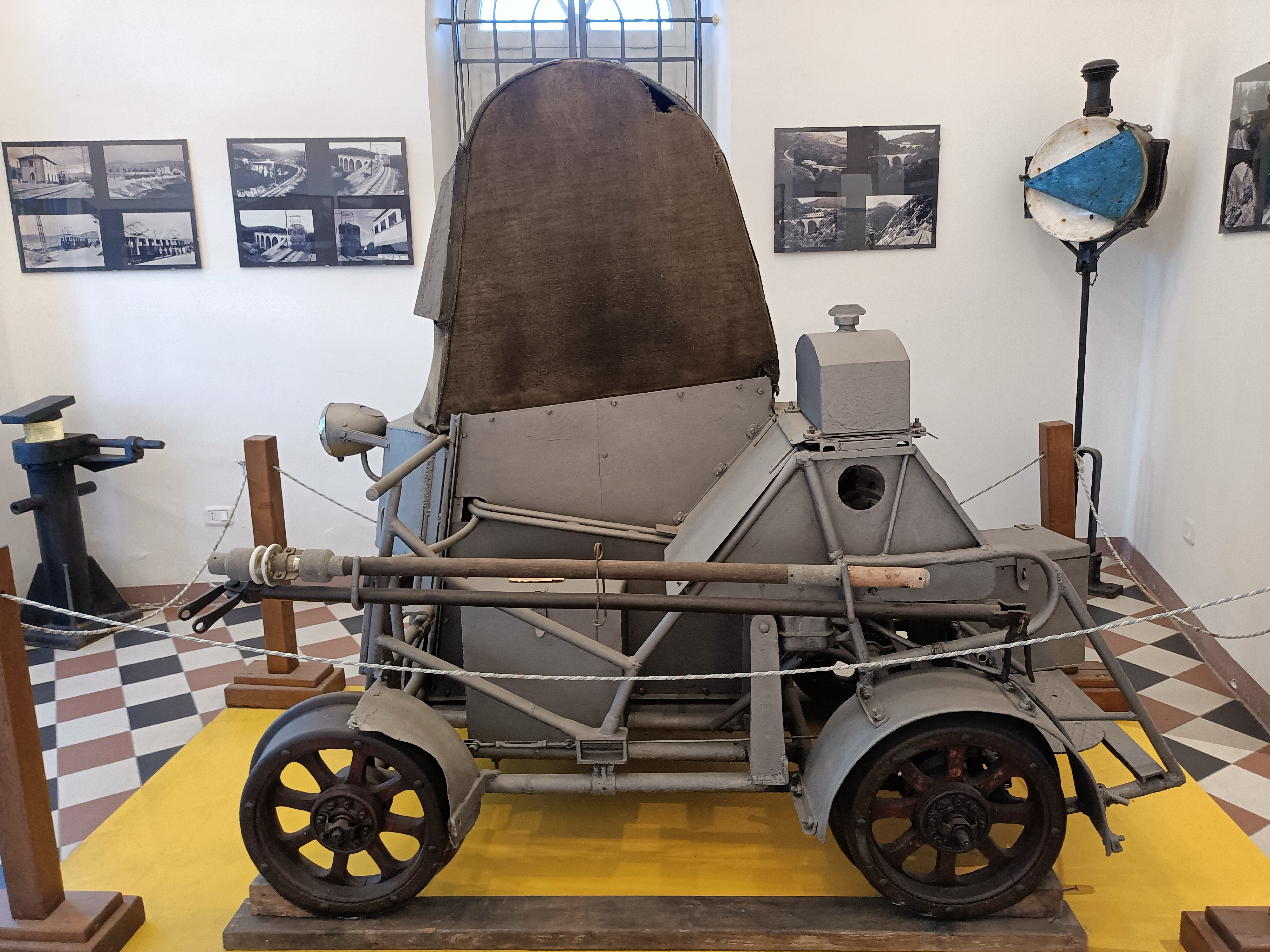
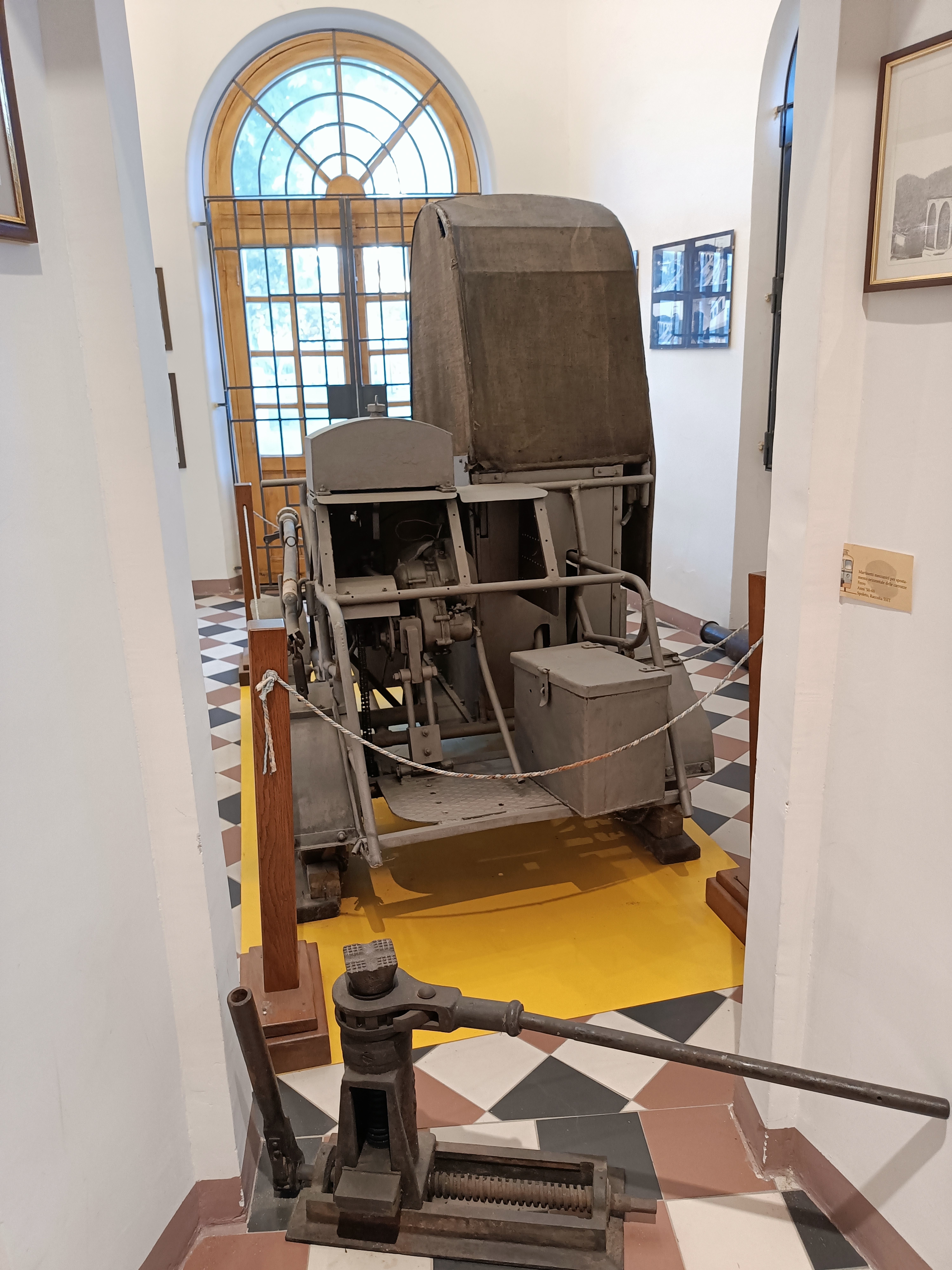
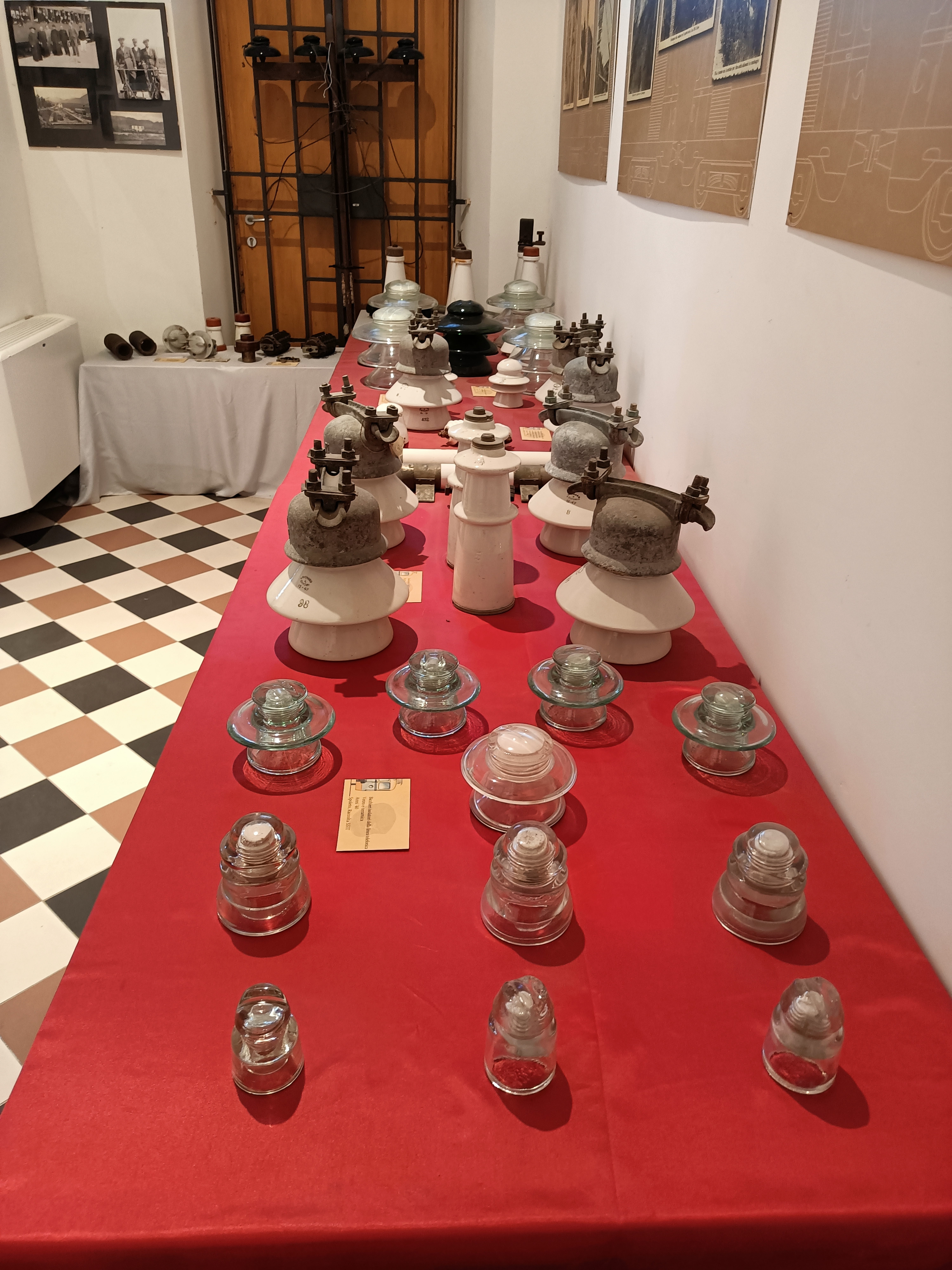
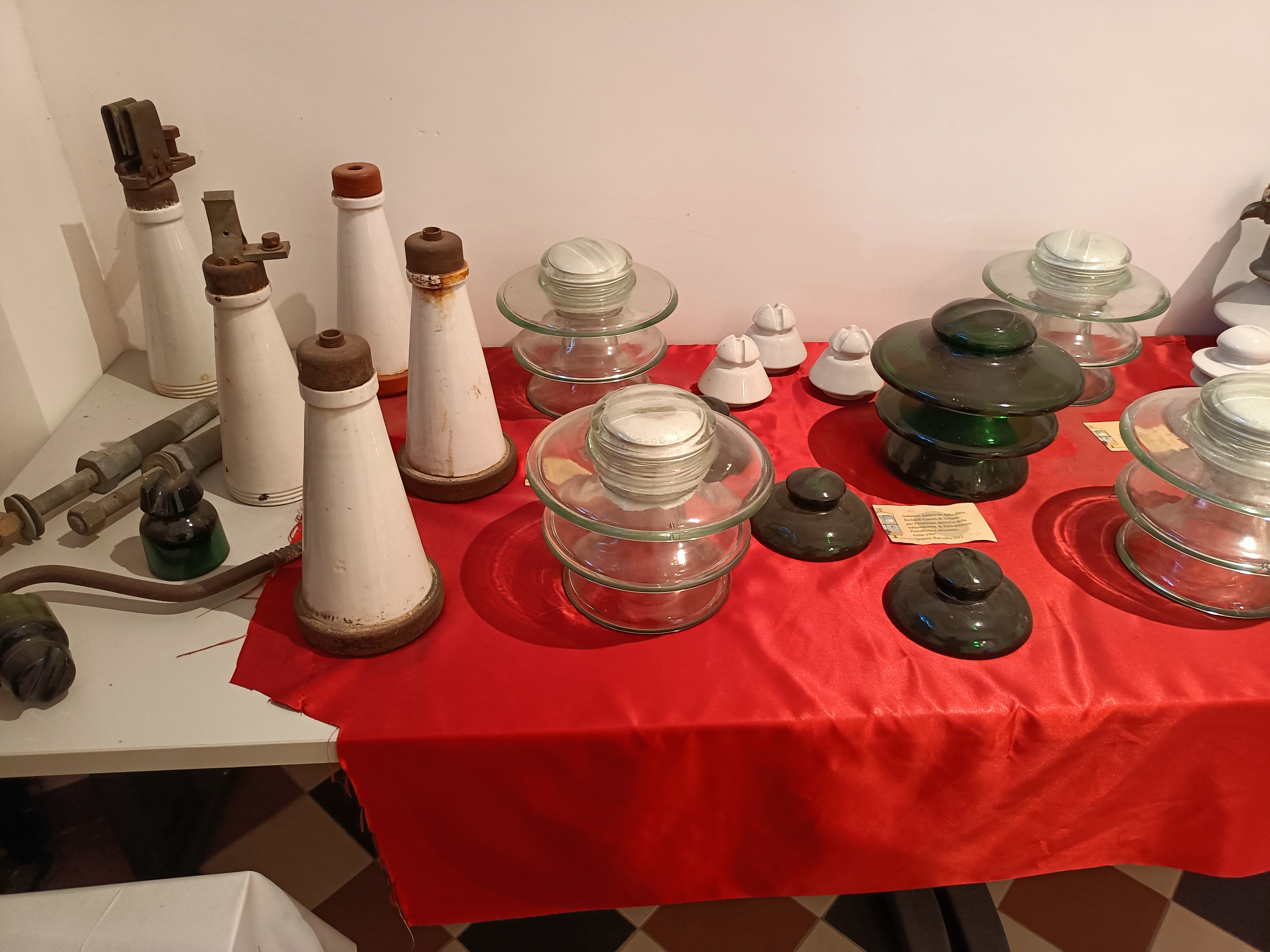
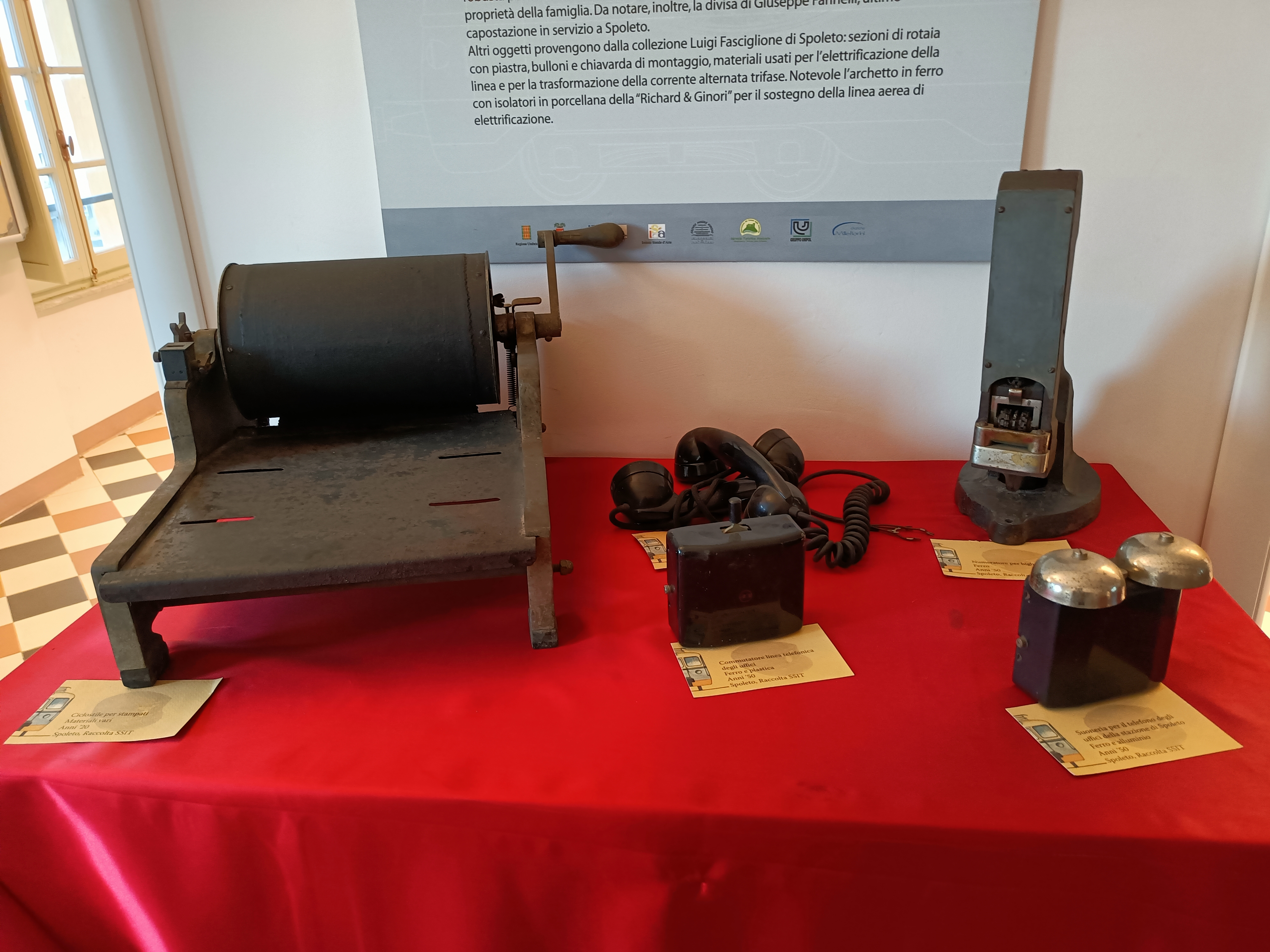
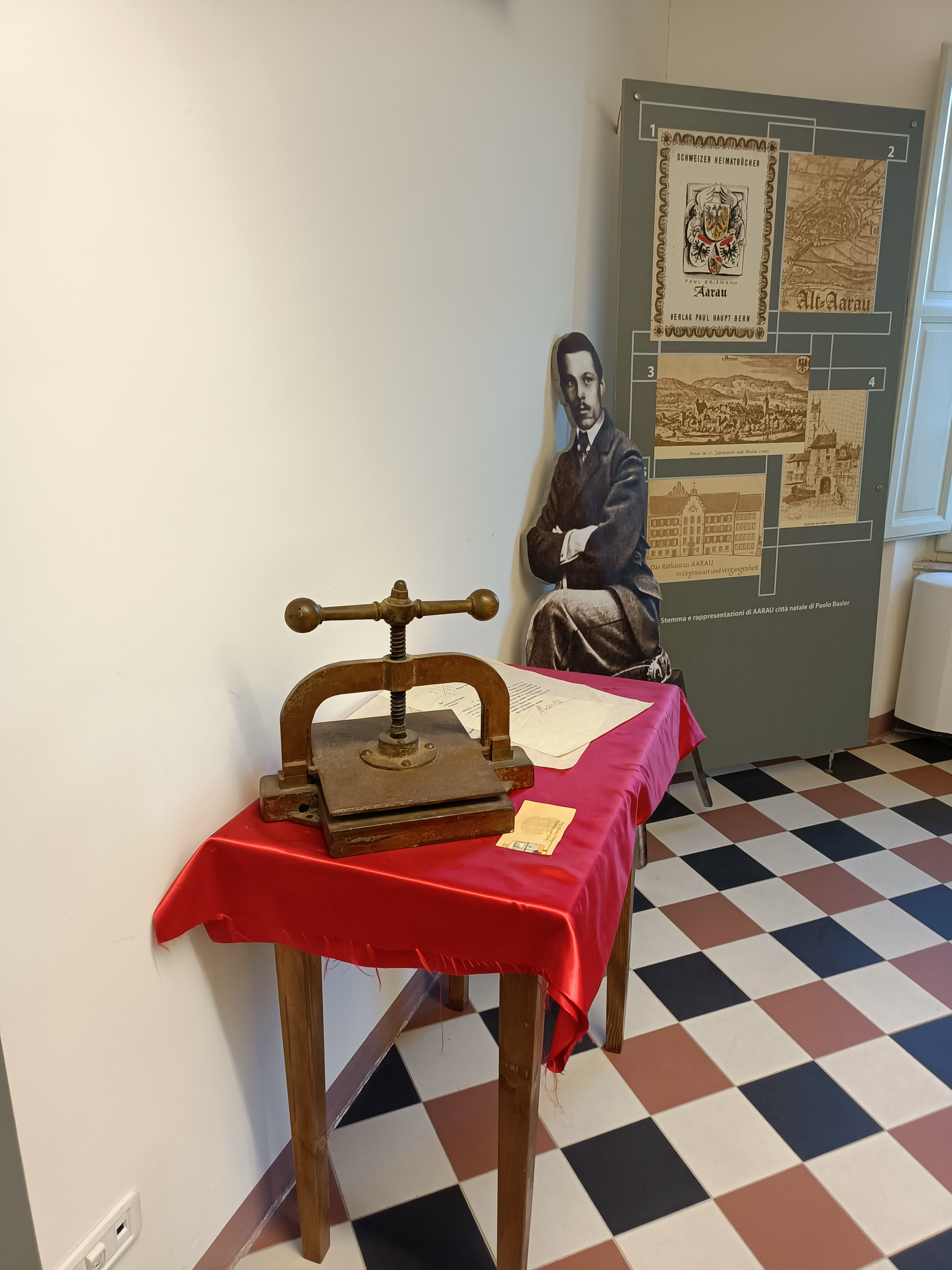
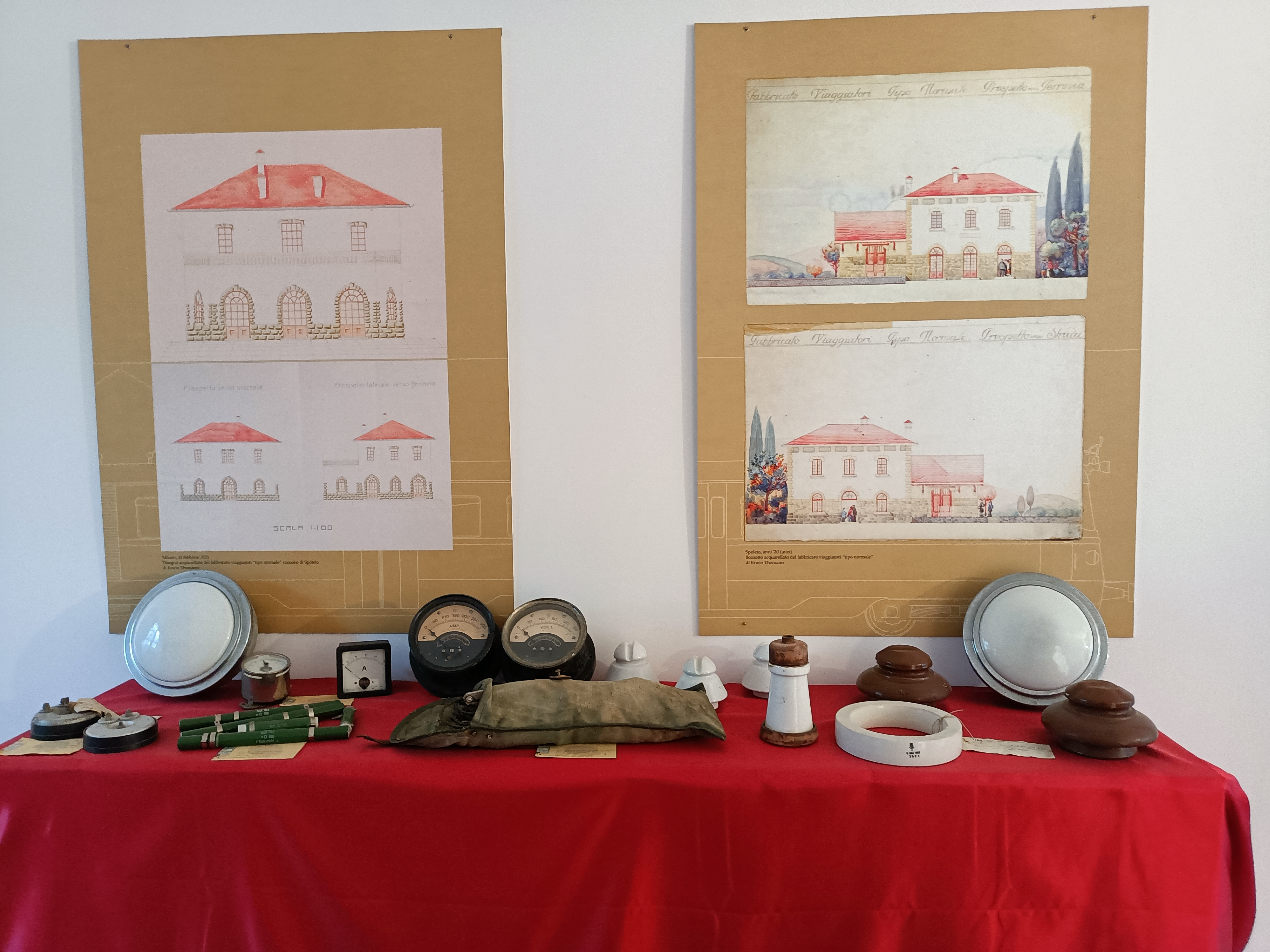
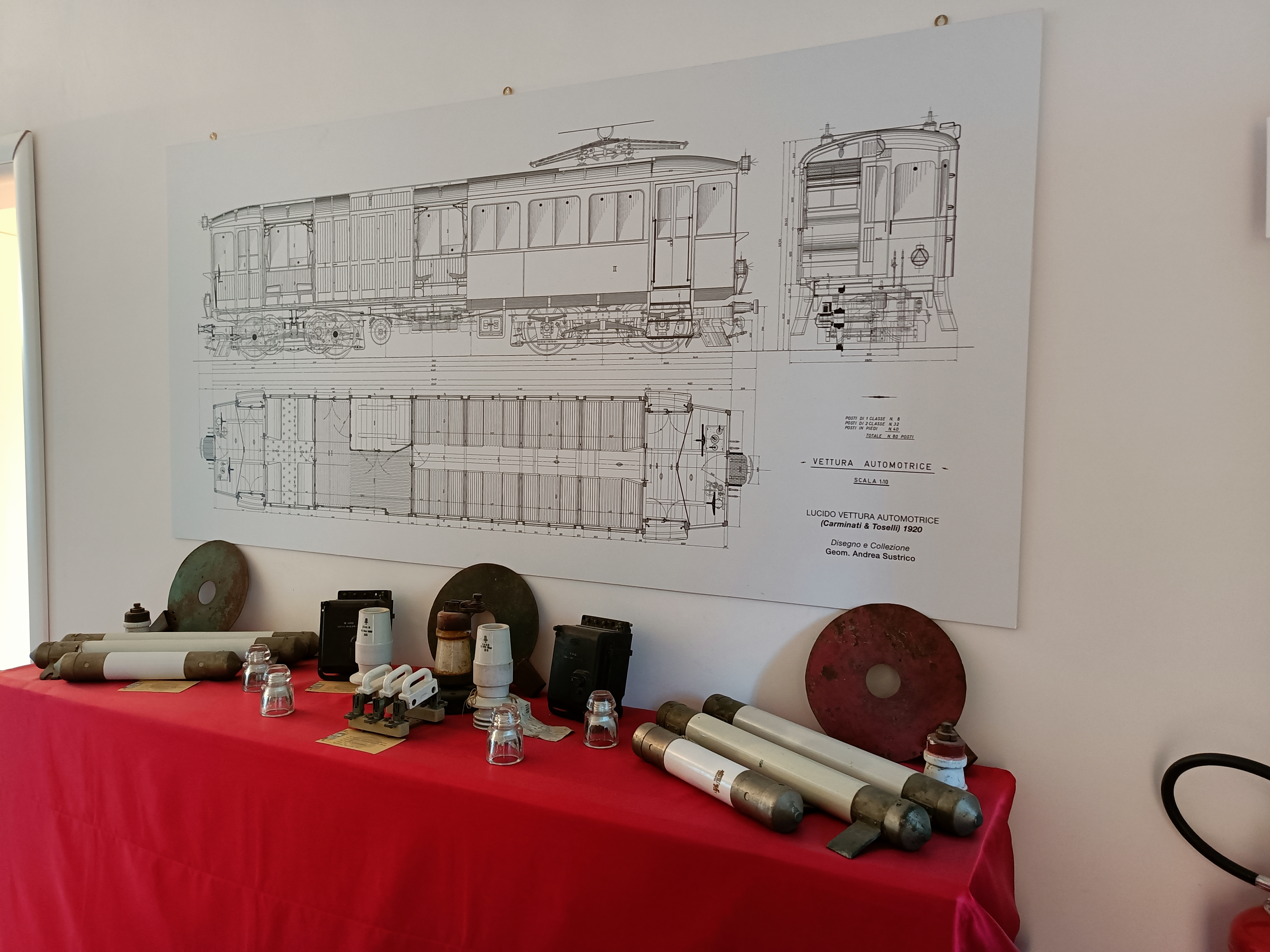
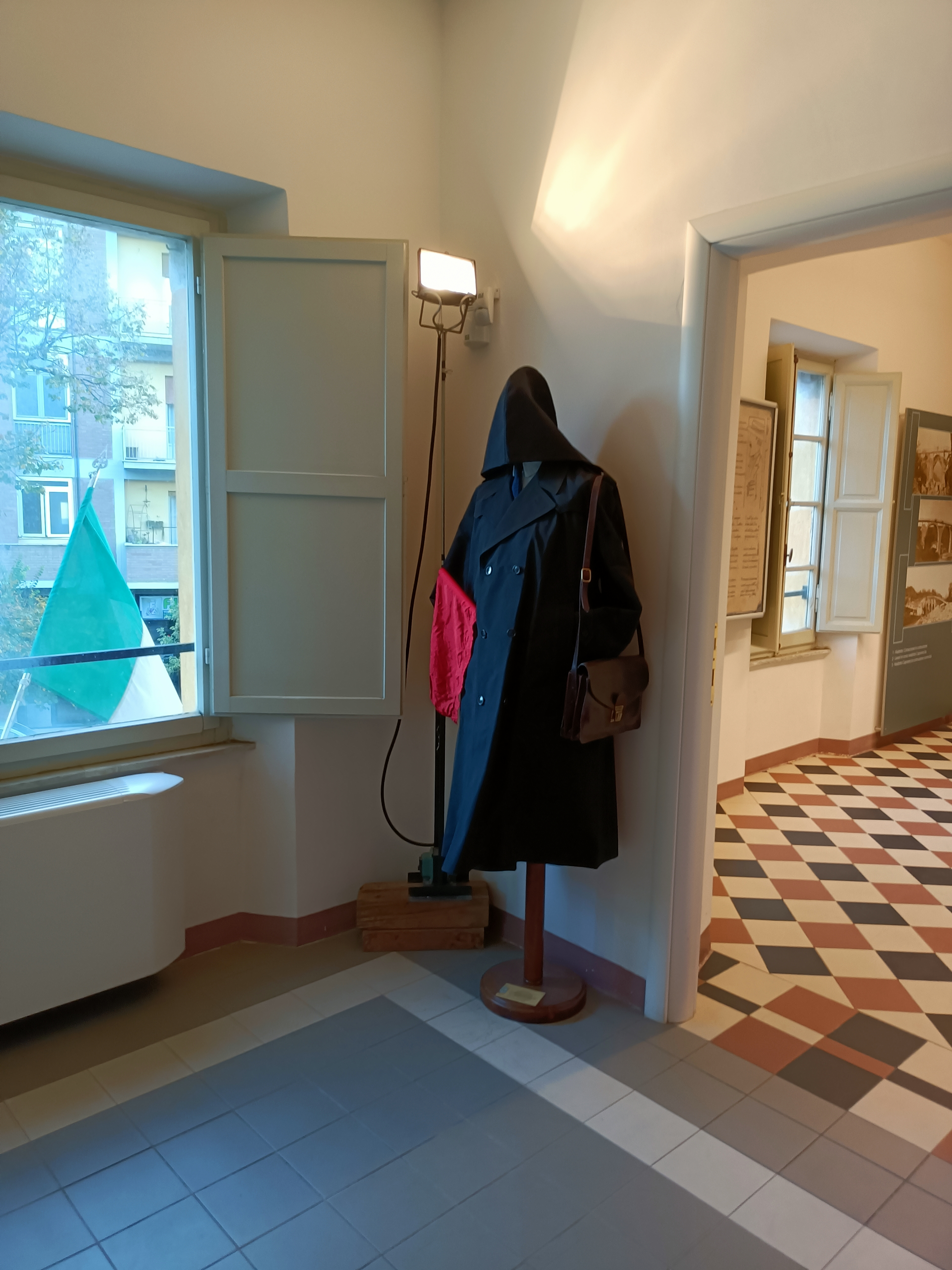
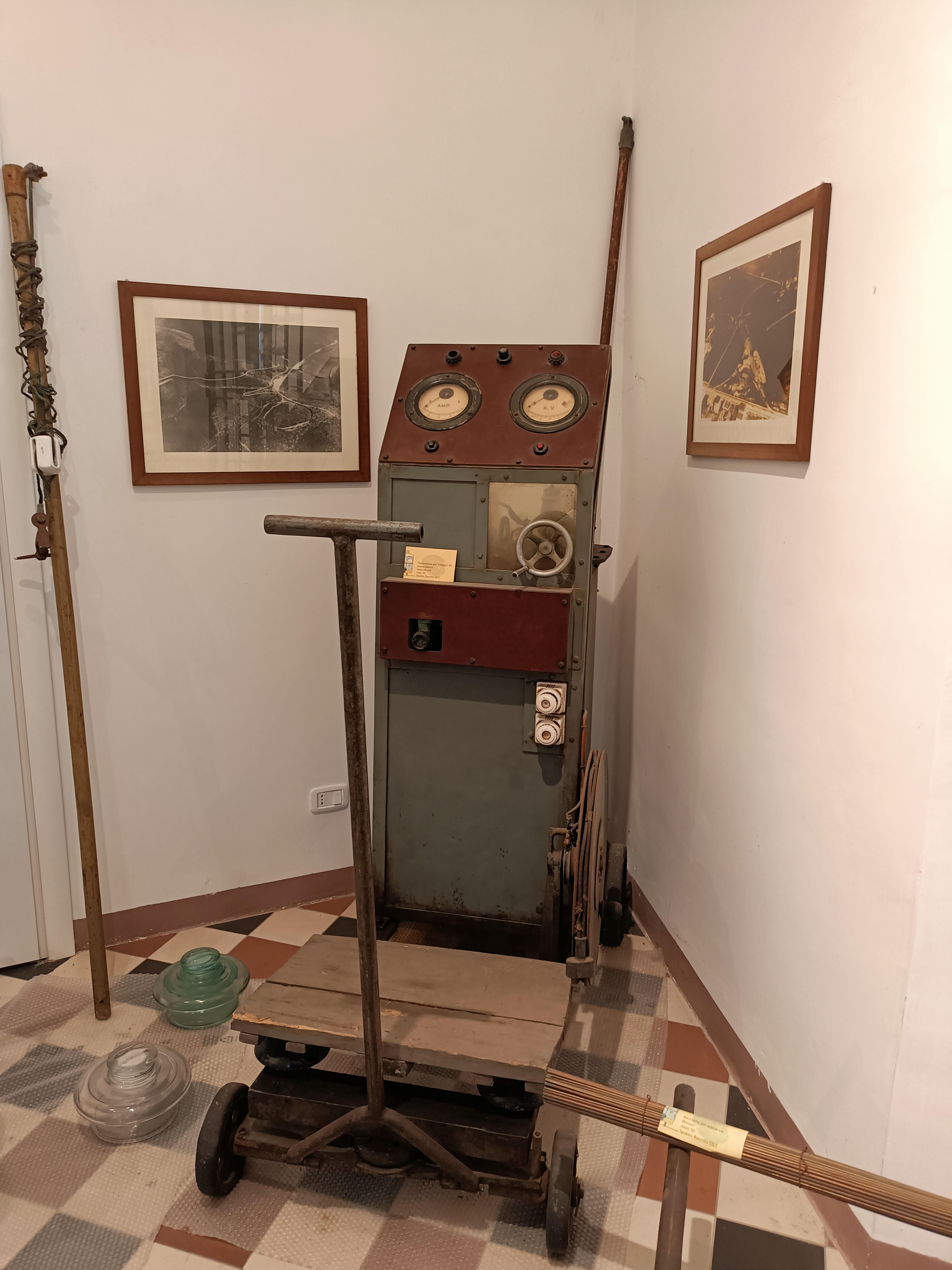
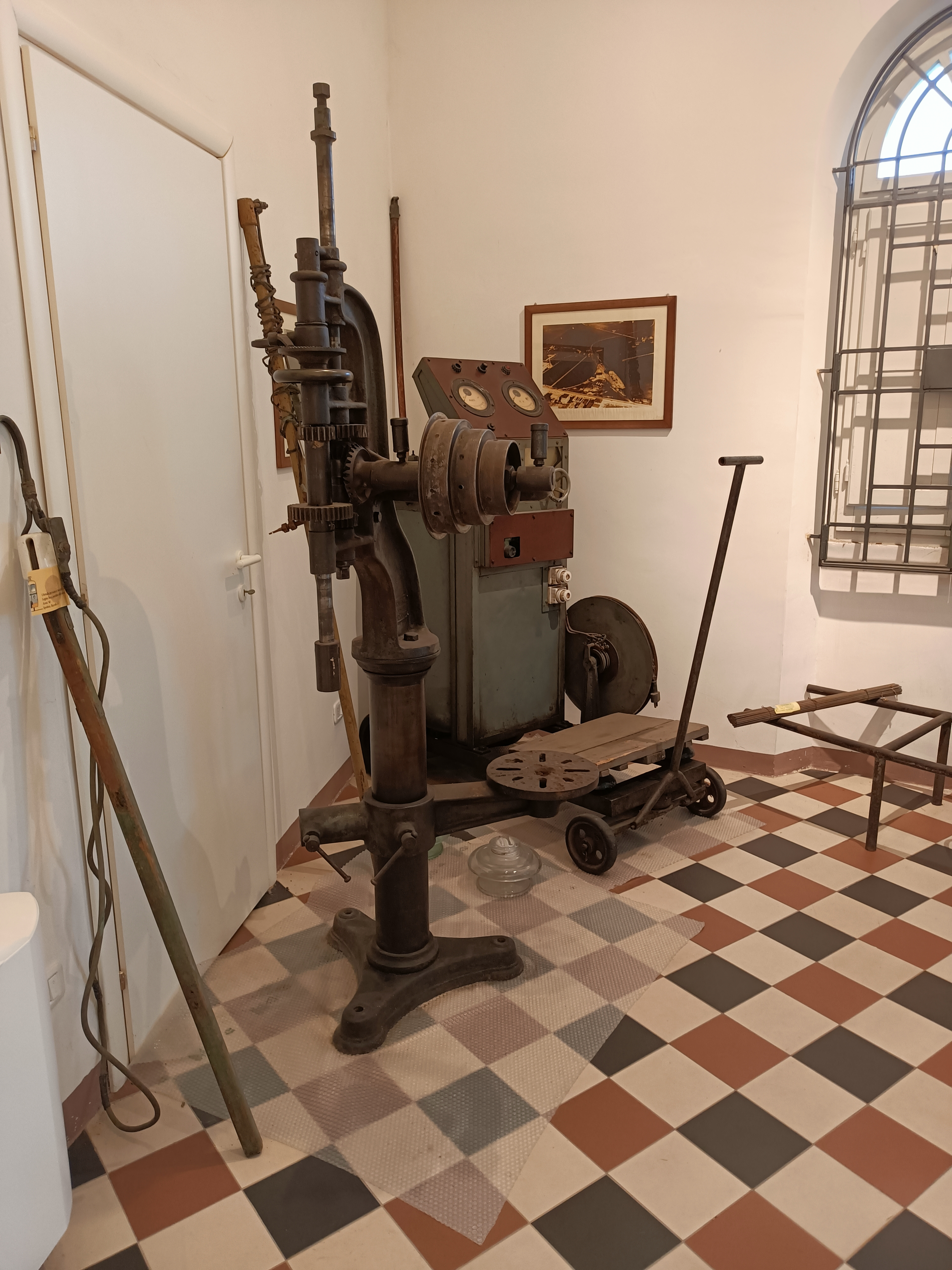
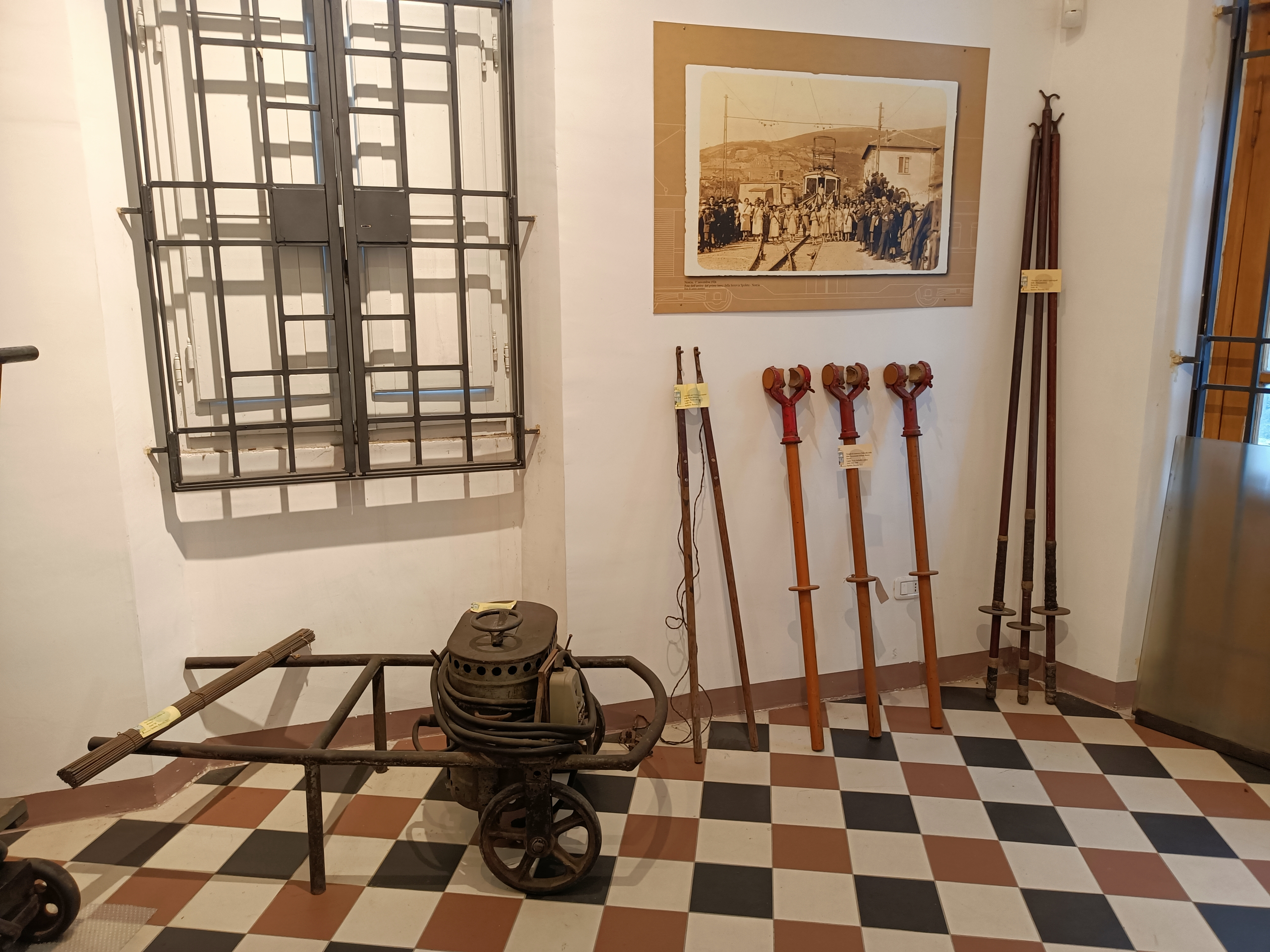
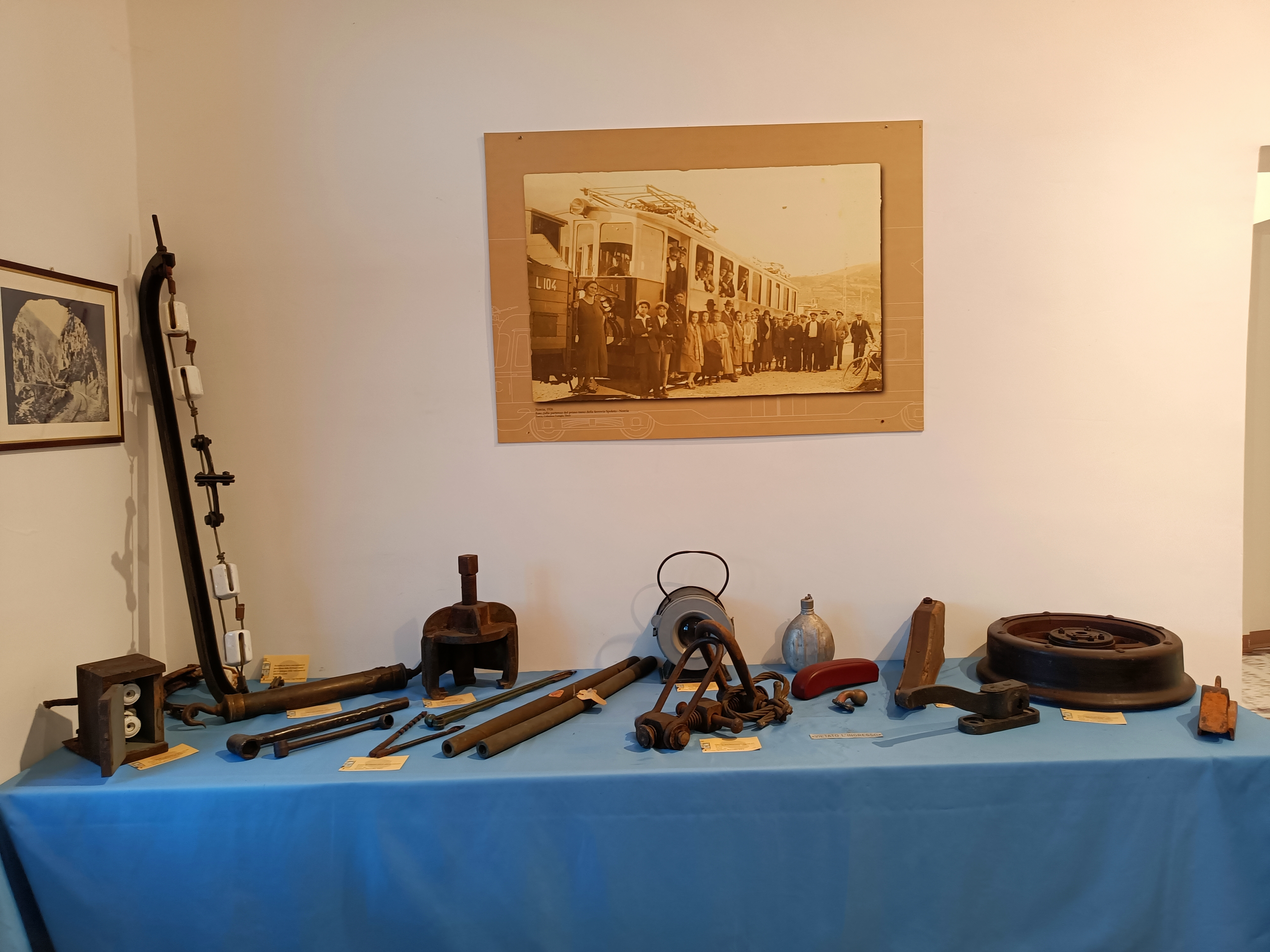